# Dornock
Dornock, schottisch-gälisch: Dòrnach, ist eine Ortschaft in der schottischen Council Area Dumfries and Galloway beziehungsweise im Distrikt Annandale der traditionellen Grafschaft Dumfriesshire. Sie liegt rund drei Kilometer östlich von Annan nahe der Öffnung des Mündungsdeltas des Esk zum Solway Firth.

## Geschichte
Im 14. und 15. Jahrhundert fanden zwei Schlachten der anglo-schottischen Kriege bei Dornock statt, von denen beide Parteien je eine für sich entscheiden konnten. Mit den Tower Houses Robgill Tower und Stapleton Tower befanden sich zwei Wehrbauten in der Umgebung. 1793 wurde mit der Dornock Parish Church eine Kirche in Dornock errichtet. In den 1880er Jahren befanden sich zwei nach Geschlechtern getrennte Schulen in Dornock. Beide wurden zwischenzeitlich geschlossen. Am Südrand befindet sich das Bauernhaus Dornock House.

## Verkehr
Die B721 bildet die Hauptstraße von Dornock. Einen Kilometer nördlich passiert die A75 (Stranraer–Gretna Green) und bindet die Ortschaft an das Fernstraßennetz an. Dornock erhielt 1848 einen eigenen Bahnhof entlang der Glasgow, Dumfries and Carlisle Railway der späteren Glasgow and South Western Railway. Der Bahnhof wurde 1923 nach der benachbarten Ortschaft Eastriggs benannt und 1965 geschlossen.